# Beuchelle
La beuchelle (« à la tourangelle », ou « beuchelle de Tours ») est un mets chaud, dont la recette, attribuée à Édouard Nignon au début du XXe siècle d'après la Beuschel autrichienne, réunit à la fois ris et rognon de veau avec des champignons (morilles, pleurotes, truffe…) et de la crème fraîche.

## Origine
Bien que nommée "à la tourangelle", elle ne peut à la fois être originaire de Tours et inventée par Édouard Nignon qui n'y a jamais travaillé. D'après Courtine, le nom aurait été possiblement choisi par Nignon en référence à une image populaire de la Touraine (châteaux, douceur de vivre...).
Elle aurait été remise sur les tables vers la fin du XXe siècle :
« Vieille recette tourangelle, la beuchelle de Tours était préparée, au début du siècle dernier, par le chef Édouard Nignon lorsqu'il officiait au service de l'archiduc François-Joseph d'Autriche. Elle a été revalorisée en 1994 par Bernard Tardif, président de l'association La Marmite d'Or, et réapparaît depuis sur les meilleures tables de Touraine. »